# Mastung
Mastung é uma cidade do Paquistão, capital do distrito de Mastung, província de Baluchistão.

## Demografia
- Homens: 12.743
- Mulheres: 11.828

(Censo 1998)